# Bovanenkovski
Bovanenkovski (Russisch: Бованенковский) of Bovanenkovo (Russisch: Бованенково) is een nederzetting (posjolok) op het centrale deel van het schiereiland Jamal en onderdeel van het district Jamalski van het Russische autonome district Jamalië. De plaats ligt op de westeroever van de Sjojacharivier (zijrivier van de Mordyjacha) op 70 kilometer van de Karazee. Vlak bij de plaats ligt het grootste gasveld van Jamalië, het Bovanenkovo-gasveld, dat volgens planning vanaf 2011 door Gazprom zal worden geëxploiteerd.